# Estación de Jatibarang

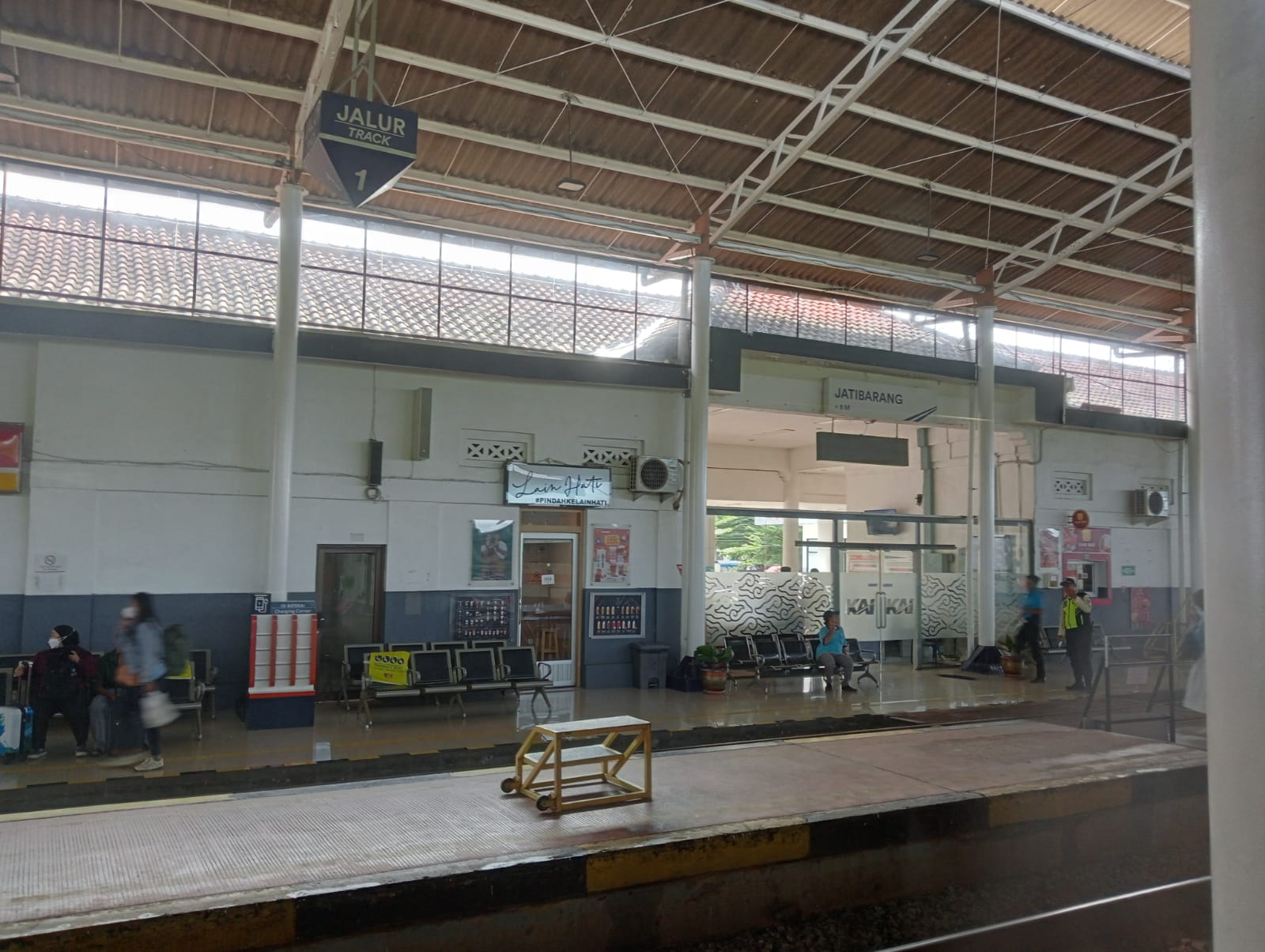
Estación de Jatibarang - 2024.

La estación Jatibarang es una estación de trenes principal, localizada en la calle Mayor Sangun (Mercado), pueblo de Jatibarang, Indramayu, Java Occidental. Es la principal línea del norte de Java que cubre la ruta de Yakarta a Surabaya.
Trenes de pasajeros que usan esta estación :
- Argo Jati a Gambir y Cirebon
- Bima a Gambir y Surabaya Gubeng
- Cirebon Ekspress a Gambir y Cirebon o Tegal
- Fajar Utama Yogya a Pasar Senen y Yogyakarta Tugu
- Gaya Baru Malam Selatan a Yakarta Kota y Surabaya Gubeng
- Kertajaya a Pasar Senen y Surabaya Pasar Turi
- Matarmaja a Pasar Senen y Malang
- Menoreh a Pasar Senen y Semarang Tawang
- Tegal Arum a Yakarta Kota y Tegal